# Vint-i-sis
El vint-i-sis és un nombre natural que segueix el vint-i-cinc i precedeix el vint-i-set. S'escriu 26 en xifres àrabs, XXVI en les romanes i 二十六 en les xineses.
Ocurrències del vint-i-sis:
- Presenta l'extraordinària propietat d'ésser l'únic nombre situat entre un quadrat (25 = 5²) i un cub (27 = 33). Aquest fet singular fou demostrat al segle xvii pel matemàtic francès Pierre de Fermat.[1]
- És el nombre atòmic del ferro.
- Segons la cronologia jueva, Déu va donar la Torà a la 26a generació des de la creació.
- És el nombre de lletres de l'alfabet anglès.
- Designa l'any 26 i el 26 aC.